# Russell Maryland
Russell James Maryland (* 22. März 1969 in Chicago, Illinois) ist ein früherer US-amerikanischer American-Football-Spieler in der NFL. Er spielte Defensive Tackle und Nose Tackle unter anderem bei den Dallas Cowboys.  

## College
Maryland spielte Football für die University of Miami, nachdem er seine Grundausbildung in einer Highschool seiner Geburtsstadt erhalten hatte. 1991 überzeugte er im Cotton Bowl. Seine Mannschaft spielte gegen die University of Texas und gewann mit 46:3. Maryland spielte überragend – 29 Tackles, 3 Sacks und ein verursachter Fumble standen auf seiner Habenseite. Seine Schnelligkeit war für einen Spieler seiner Körpermasse (124 kg) mit 4,9 Sekunden auf einer Sprintstrecke von 40 Yards außergewöhnlich. Die Scouts der NFL wurden schnell auf ihn aufmerksam.

## Profi
1991 wurde er in der ersten Runde an erster Stelle in der NFL Draft 1991 durch die Cowboys verpflichtet. Maryland hätte eigentlich an die New England Patriots gehen sollen. Dallas reagierte schnell und tauschte den Draftpick. 
Die Cowboys waren drei Jahren zuvor von Jerry Jones gekauft worden. Nach Entlassung von Tom Landry verpflichtete er Jimmy Johnson als neuen Coach. Beiden gelang es die Mannschaft sukzessive durch junge, erfolgshungrige Spieler zu verstärken. Als Rookies, bzw. von anderen Clubs verpflichtet wurden im Laufe der Jahre unter anderem der Passempfänger Alvin Harper,  der Halfback Emmitt Smith, der Fullback Daryl Johnston, der Quarterback Troy Aikman oder der Offensive Tackle Erik Williams. Darüber hinaus gelang es dem bereits seit 1988 bei den Cowboy spielenden Wide Receiver Michael Irvin einen Kreuzbandriss zu überwinden. Zusammen mit den bereits seit längerer Zeit bei den Cowboys spielenden Mark Tuinei, Jim Jeffcoat und den 1992 verpflichteten Chad Hennings und Darren Woodson wurde aus der Defense ein Bollwerk gebildet. Maryland wurde zu einem der Schlüsselspieler. Die Cowboys entwickelten sich zu dem dominierenden Footballteam der 90er Jahre. 
Maryland gewann mit den Cowboys insgesamt zweimal die US-amerikanische Meisterschaft im Profifootball – den Super Bowl – im Endspiel 1992/93 Super Bowl XXVII gegen die Buffalo Bills mit 52:17 und im Endspiel 1993/94 Super Bowl XXVIII erneut gegen die Mannschaft aus Buffalo mit 30:13. 
1996 wechselte Maryland zu den Oakland Raiders um 2000 bei den Green Bay Packers seine Karriere zu beenden. Er spielte 154 mal während der Regular Season in der NFL und verpasste während seiner zehn Jahre andauernden Profilaufbahn nur fünf Spiele wegen Verletzungen.

## Ehrungen
Maryland spielte einmal im Pro Bowl. Er gewann die Outland Trophy, die Auszeichnung für den besten College Defensive Line Spieler eines Jahres. 2011 wurde er in die College Football Hall of Fame aufgenommen.